# Yue Xin
Yue Xin (Chinês 岳昕; nascida c. 1996) é uma estudante e ativista chinesa graduada pela Universidade de Pequim que desapareceu em 23 de agosto de 2018, após sua participação na disputa trabalhista em Jasic. Marxista e feminista, ela era conhecida por sua defesa dos direitos trabalhistas e das mulheres antes de seu desaparecimento.
Em abril de 2018, Yue liderou protestos inspirados em #MeToo contra a tentativa da Universidade de Pequim de encobrir alegações de agressão sexual contra seus funcionários. Mais tarde naquele ano, ela se juntou a trabalhadores em greve na fábrica da Jasic Technology em Shenzhen e se tornou um membro líder do Grupo de Solidariedade de Trabalhadores Jasic. Yue desapareceu pouco depois, se teve notícias dela pela última vez em janeiro de 2019, quando a polícia de Guangdong divulgou um vídeo dela confessando vários crimes e denunciando seu próprio ativismo.
A BBC News descreveu Yue como um dos ativistas de esquerda mais influentes da China em 2018.

## Vida
Yue Xin nasceu e foi criada na cidade de Pequim e se formou no High School Affiliated à Renmin University of China em 2014. Ela então se matriculou na Escola de Línguas Estrangeiras e se formou em 2018.
Em uma entrevista com Yazhou Zhoukan, Yue discutiu muito de sua vida pessoal, observando que se interessou por política no ensino médio depois de ler Detalhes da Democracia, de Liu Yu. Ela se descreveu como liberal durante esse período de sua vida e, ao chegar ao ensino médio, tornou-se cada vez mais interessada nos padrões de vida dos trabalhadores e camponeses. Yue também atribuiu sua decisão de se tornar uma ativista ao testemunhar o incidente do Southern Weekly em 2013.
Yue credita as ativistas feministas chinesas Liu Yu e Xiao Meili como suas principais influências.

## Militância
Yue foi aluna da Universidade de Pequim, na turma da Escola de Línguas Estrangeiras de 2014. Durante seu último ano, ela participou de uma série de protestos contra a forma como a universidade lida com as alegações de agressão sexual e a omissão de abordar o comportamento predatório dentro do corpo docente e dos funcionários. A polêmica girou em torno da culpabilidade da universidade pela morte de Gao Yan, uma estudante de literatura chinesa da Universidade de Pequim que cometeu suicídio em 1998 e que teria sido estuprada por Shen Yang, então professor da Universidade de Pequim.
Yue emitiu um pedido formal de liberdade de informação para a universidade em 9 de abril de 2018, solicitando informações sobre a morte de Gao Yan e as alegações contra Shen Yang. De acordo com Yue, em uma carta aberta a todos os alunos e funcionários da Universidade de Pequim, os funcionários do campus tomaram medidas imediatas para tentar coagir Yue a retirar seu pedido de liberdade de informação. Ela alega que, em 20 de abril de 2018, um orientador escolar veio sem avisar ao seu dormitório com a mãe de Yue, a quem foi apresentada uma forma distorcida dos acontecimentos a fim de persuadir a filha a rescindir o seu pedido. De acordo com Yue, a Universidade de Pequim não forneceu quaisquer materiais relevantes sobre as alegações contra Shen Yang após alegar que os materiais estavam faltando ou fora de seu domínio.

## Disputa trabalhista em jasic
Em 8 de agosto de 2018, Yue se juntou à organização de trabalho estudantil Grupo de Solidariedade aos Trabalhadores de Jasic nos protestos em Huizhou, Guangdong, na fábrica da Jasic Technology em Shenzhen. Os trabalhadores da fábrica estavam em uma disputa trabalhista com a administração da fábrica e, subsequentemente, os trabalhadores, alegando más condições de trabalho e baixos salários, tentaram formar um sindicato em violação da proibição chinesa de sindicatos não estatais. A província de Guangdong se destaca por ser o principal exemplo do modelo de Guangdong, da política econômica iniciada pelo político chinês Wang Yang. Essa política se concentrava na liberalização econômica, ao mesmo tempo em que ignorava as questões que surgiam das práticas da indústria e do bem-estar social. A disputa levou vários ativistas estudantis, entre eles Yue, a viajar para Huizhou para participar de protestos contra Jasic e as políticas do governo chinês sobre direitos trabalhistas.

## Desaparecimento
Yue estava entre os cinquenta membros e apoiadores do grupo Solidariedade dos Trabalhadores Jasic que foram presos pela polícia chinesa em 23 de agosto de 2018. Yue não foi vista em público desde sua prisão pela polícia de Guangdong.
Em 21 de janeiro de 2019, o Grupo de Solidariedade aos Trabalhadores de Jasic declarou em seu site que Yue e quatro outros de seus membros foram forçados pela polícia de Guangdong a registrar confissões em que admitiam "realizar atos ilegais" e "sofrer lavagem cerebral por organizações radicais". O Departamento de Segurança Nacional da República Popular da China entrevistou outros membros do Jasic Workers Solidarity Group e pediu-lhes que assistissem aos vídeos de confissão.

## Reações à detenção de Yue
O filósofo esloveno Slavoj Zizek discutiu o desaparecimento de Yue em um artigo publicado pelo The Independent. Zizek aponta a contradição inerente à sociedade chinesa, em que a ideologia oficial de estado do marxismo é considerada uma forma perigosa de subversão política.
Pelo menos trinta acadêmicos, incluindo o linguista e ativista político Noam Chomsky e o professor de Filosofia Política da Universidade de Yale, John Roemer, anunciaram sua intenção de boicotar conferências acadêmicas marxistas chinesas, em reação à supressão de ativistas universitários que participaram da disputa trabalhista em Jasic. Chomsky escreveu em uma mensagem ao Financial Times: "Continuar a participar de... eventos relacionados ao marxismo patrocinados oficialmente significaria que permaneceríamos cúmplices do jogo do governo chinês. Acadêmicos esquerdistas em todo o mundo deveriam aderir ao boicote a tais conferências e eventos."
Em 26 de dezembro de 2018, o aniversário do fundador da RPC Mao Zedong, um estudante da Universidade de Pequim e chefe da Sociedade Marxista da Universidade de Pequim, Qiu Zhanxuan, foi preso pela polícia chinesa.